# Suzuki Intruder
Suzuki Intruder (с англ. — «Вторгающийся», «Захватчик») — серия мотоциклов класса крузер, выпускавшихся японской компанией Suzuki с 1985 по 2005 годы. В 2005 году серии Intruder, Marauder, Desperado были объединены в одну серию Boulevard.

## Описание
Suzuki Intruder — круизеры с четырёхтактными двигателями v-twin объёмом 124, 248,  399, 599, 699, 747, 805 и 1360 см3 с водяным охлаждением (1360 — воздушно-масляное) и с отдельным карбюратором Mikuni на каждый цилиндр. Трансмиссия — многодисковое сцепление в масляной ванне, с гидравлическим приводом, 5-ступенчатая механическая КПП постоянного зацепления, карданный привод. Тормоза — однодисковый двухпоршневой на переднем колесе (диск слева на моделях 1985—1987 годов и справа на позднейших), барабанный на заднем, кроме версии 1400 (на ней однодисковый). Подвеска — телескопическая передняя вилка и задний маятник на двух амортизаторах.

## История
Исторически первой моделью серии был Intruder 750 с восьмиклапанным двигателем объемом 750 см3. Поскольку в США (одном из основных рынков сбыта крузеров в мире — они составляют до 60 % всего американского спроса на мотоциклы) в тот момент уже действовали ввозные пошлины на иностранные мотоциклы с двигателями более 700 см3, объем «Интрудера» был «урезан» до 699 см3.
В 1987 году появляется модель Intruder 1400 с шестиклапанным двигателем с воздушно-масляным охлаждением объемом 1360 см3 и четырехступенчатой (до — по разным источникам — 1994 либо 1997 года выпуска) КПП. В данный момент выпуск продолжается под именем Boulevard S83.
В 1992 году модель 750 заменена моделью 800, с восьмиклапанным двигателем объемом 805 см3.
В 1994 году начинается выпуск моделей 400 и 600 на раме от модели 800, но с двигателями 399 см3 и 599 см3 соответственно.

## Оценка мотоцикла
- В 2006 году журнал Forbes назвал Suzuki Boulevard S83 лучшим городским мотоциклом.[1]